# 山美水库
山美水库位于中国福建省（泉州市）南安市九都镇，是以灌溉为主，兼有发电、防洪、供水、养殖等功能的大（二）型水库。
为缓解泉州水资源紧张，将规划“晋水东调”第二通道，计划从山美水库引水到惠女水库，预计每年可增加蓄水量约3500万立方米。